# Agostino Sommariva
Agostino Sommariva (Albenga, 1966) è un ex velista italiano.

## Biografia
Agostino Sommariva, fratello di Gianni Sommariva, inizia la sua attività  velistica gareggiando negli OPTIMIST,nei MOTH EUROPA e nei 420 partecipando ad Europei e Mondiali. Conclusa l'attività giovanile, passa alle classi olimpiche gareggiando negli FD, quindi nei Soling e nelle Star. Per passare successivamente alla vela d'altura.
Con i FIREBALL vince il campionato italiano del 1985 e partecipa al campionato del mondo.
Con i FD vince il titolo italiano nel 1987 e nel 1991 ed è terzo agli Europei dell'86, secondo alle selezioni olimpiche dell'88, quindi è presente ai Giochi di Seul in qualità di riserva.
Quarto ai Mondiali del '90, quinto alla Preolimpica di Barcellona '91 e secondo alla selezione olimpica del '92. 
Passa alla classe Soling in equipaggio con Favini e successivamente con Celon. Nel '93 si aggiudica il campionato del Mediterraneo ed è sesto ai campionati d'Europa. È poi secondo nelle selezioni olimpiche del '96 e vince il titolo italiano nel '97. Di nuovo secondo nelle selezioni olimpiche del 2000.
Passa alla classe Star, in equipaggio con Chieffi, vince il titolo italiano nel 2003. Partecipa ad Europei e Mondiali e finisce secondo nelle selezioni per le Olimpiadi del 2004.
Nel frattempo gareggia anche su imbarcazioni di altura e vince il Mondiale del '95 e '96 Quarter Ton su “Per Elisa” sui mari tedeschi. Si aggiudica inoltre il Giro d'Italia a vela sia nel 1996 sia nel 1997.